# Ботково
Ботково — деревня в Боровичском муниципальном районе Новгородской области, относится к Волокскому сельскому поселению.

## География и транспорт
Деревня находится на правом берегу реки Мсты. На противоположном берегу реки, территория Котовского сельского поселения Окуловского муниципального района.
Ботково расположено в 14 км к западу от административного центра сельского поселения — деревни Волок. Проезд в деревню вдоль берега Мсты из Малиновца и Бобино (до Бобино есть автодорога от административного центра сельского поселения — деревни Волок).

## История
К середине XIX века деревня Ботково относилась к Заозерской волости Крестецкого уезда Новгородской губернии. Деревня, располагавшаяся на правом берегу Мсты, в отличие от всех прочих селений Заозерской волости, что были на левобережье Мсты, находилась в 30 верстах от волостного центра, в 1875 году из Заозерской волости Крестецкого уезда решением губернского правления была переведена в Волоцкую (Волокскую) волость Боровичского уезда, где волостное правление Волоцкой волости было в 15 верстах от Боткова, а 27 апреля 1876 года Сенат утвердил решение губернского правления.
Население деревни Ботково по переписи населения 1926 года — 174 человека. Затем, с августа 1927 года, деревня в составе Малиновецкого сельсовета новообразованного Боровичского района новообразованного Боровичского округа в составе переименованной из Северо-Западной в Ленинградскую области. В ноябре 1928 года Солохинский сельсовет был переименован в Бобинский, Малиновецкий сельсовет был упразднён и Ботково вошло в состав Бобинского сельсовета.
По постановлению ЦИК и СНК СССР от 23 июля 1930 года Боровичский округ был упразднён, а район перешёл в прямое подчинение Леноблисполкому. Население деревни Ботково в 1940 году было 230 человек. Указом Президиума Верховного Совета СССР от 5 июля 1944 года была образована Новгородская область и Боровичский район вошёл в её состав.
Во время неудавшейся всесоюзной реформы по делению на сельские и промышленные районы и парторганизации, в соответствии с решениями ноябрьского (1962 года) пленума ЦК КПСС «о перестройке партийного руководства народным хозяйством» с 10 декабря 1962 года и сельсовет и деревня вошли в крупный Боровичский сельский район, а 1 февраля 1963 года административный Боровичский район был упразднён. Решением Новгородского облисполкома № 496 от 24 августа 1963 года Бобинский сельсовет был упразднён, а деревня Ботково вошла в состав Волокского сельсовета. Пленум ЦК КПСС, состоявшийся 16 ноября 1964 года, восстановил прежний принцип партийного руководства народным хозяйством, после чего Указом Верховного Совета РСФСР от 12 января 1965 года сельские районы были преобразованы вновь в административные районы и решением Новгородского облисполкома от 12 января 1965 года и Волокский сельсовет и деревня вновь в Боровичском районе.
После прекращения деятельности Волокского сельского Совета в начале 1990-х стала действовать Администрация Волокского сельсовета, которая была упразднена с 1 января 2006 года на основании постановления Администрации города Боровичи и Боровичского района от 18 октября 2005 года и деревня Ботково, по результатам муниципальной реформы входит в состав муниципального образования — Волокское сельское поселение Боровичского муниципального района (местное самоуправление), по административно-территориальному устройству подчинена администрации Волокского сельского поселения Боровичского района.

## Население
| 1989 | 2002 | 2006 | 2008 | 2009 | 2010 |
| ---- | ---- | ---- | ---- | ---- | ---- |
| 2    | ↗3   | ↘0   | →0   | →0   | ↗5   |

По переписи населения 2002 года, в деревне Ботково проживали 3 человека (все русские)